# شووویا
شووویا(نام علمی: Shuvuuia) نام یک گونه از تیره آلوارزخزندگان است.